# Tarvaia jenseni
Tarvaia jenseni is een rondwormensoort uit de familie van de Tarvaiidae. De wetenschappelijke naam van de soort is voor het eerst geldig gepubliceerd in 1981 door Lambshead.